# Lista över Tysklands högsta byggnader
Här listas de högsta skyskraporna i Tyskland. Listan är sorterad efter byggnadernas höjd till taket, och tar inte med eventuella torn eller antenner i beräkningen. Listan innehåller bara byggnader som är färdiga eller håller på att byggas. Om två skyskrapor är lika höga, har de internt sorterats efter antal våningar.

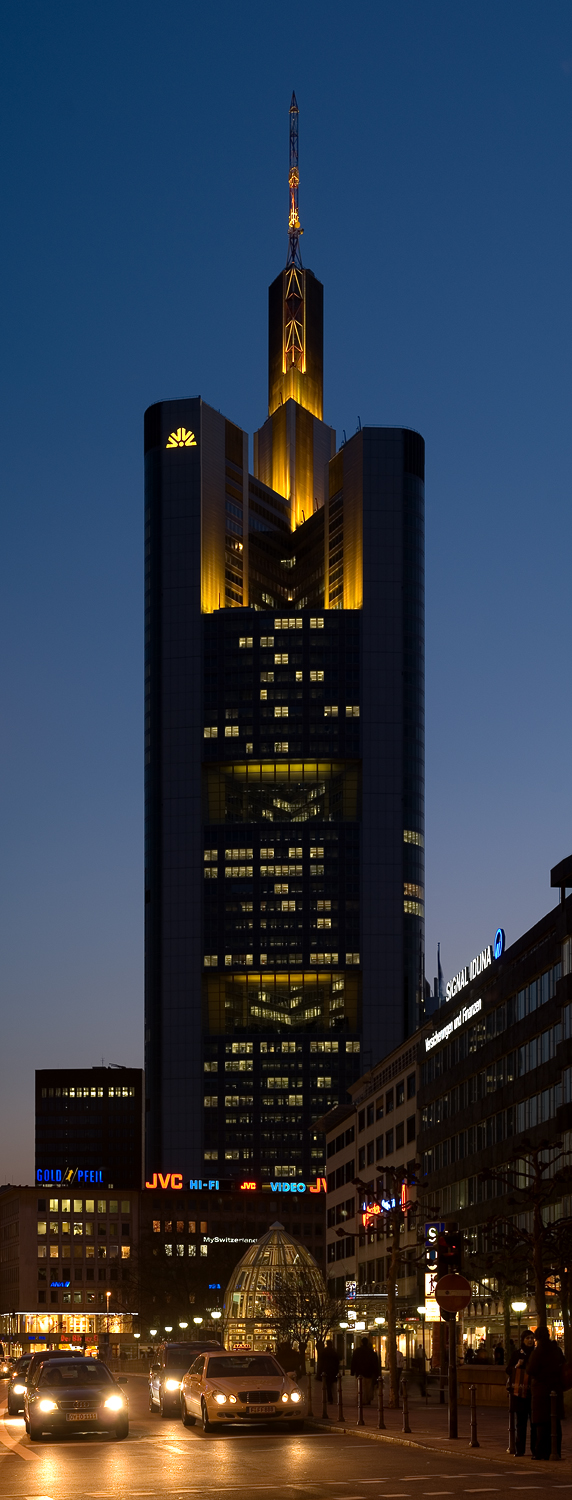
Commerzbank Tower i Frankfurt är Tysklands högsta skyskrapa och var Europas högsta byggnad mellan 1997 och 2005

## Tysklands högsta skyskrapor
| Namn                        | Stad       | Höjd  | Våningar | År   |
| --------------------------- | ---------- | ----- | -------- | ---- |
| Commerzbank Tower           | Frankfurt  | 259 m | 56       | 1997 |
| Messeturm                   | Frankfurt  | 257 m | 55       | 1990 |
| Westendstraße 1             | Frankfurt  | 208 m | 53       | 1993 |
| Maintower                   | Frankfurt  | 200 m | 55       | 1999 |
| Tower 185                   | Frankfurt  | 200 m | 50       | 2011 |
| Trianon                     | Frankfurt  | 186 m | 45       | 1993 |
| Opernturm                   | Frankfurt  | 170 m | 42       | 2009 |
| Silver Tower                | Frankfurt  | 166 m | 32       | 1978 |
| Post Tower                  | Bonn       | 163 m | 42       | 2002 |
| Plaza Büro Center           | Frankfurt  | 159 m | 47       | 1976 |
| Deutsche Bank Tower 1       | Frankfurt  | 155 m | 40       | 1984 |
| Deutsche Bank Tower 2       | Frankfurt  | 155 m | 38       | 1984 |
| Skyper                      | Frankfurt  | 154 m | 38       | 2004 |
| KölnTurm                    | Köln       | 149 m | 43       | 2001 |
| Eurotower                   | Frankfurt  | 148 m | 39       | 1977 |
| Colonia-Hochhaus            | Köln       | 147 m | 42       | 1972 |
| Uptown Munich               | München    | 146 m | 38       | 2004 |
| City-Haus                   | Frankfurt  | 142 m | 42       | 1974 |
| Frankfurter Büro Center     | Frankfurt  | 142 m | 40       | 1980 |
| City-Hochhaus Leipzig       | Leipzig    | 142 m | 36       | 1971 |
| Gallileo                    | Frankfurt  | 136 m | 38       | 1999 |
| Palais Quartier             | Frankfurt  | 136 m | 35       | 2009 |
| Business Tower Nürnberg     | Nürnberg   | 135 m | 34       | 1999 |
| Jen-Tower                   | Jena       | 133 m | 32       | 1972 |
| Pollux                      | Frankfurt  | 130 m | 33       | 1997 |
| Garden Towers               | Frankfurt  | 127 m | 25       | 1976 |
| Highlight Towers I          | München    | 126 m | 33       | 2004 |
| Treptowers                  | Berlin     | 125 m | 32       | 1998 |
| Arag-Tower                  | Düsseldorf | 125 m | 32       | 2001 |
| Park Inn Berlin             | Berlin     | 125 m | 41       | 1969 |
| LVA Hauptgebäude            | Düsseldorf | 123 m | 29       | 1976 |
| City Tower                  | Offenbach  | 122 m | 32       | 2003 |
| Bayer-Hochhaus (rivet 2012) | Leverkusen | 122 m | 29       | 1963 |
| RWE Turm                    | Essen      | 120 m | 30       | 1996 |